# Nässlan

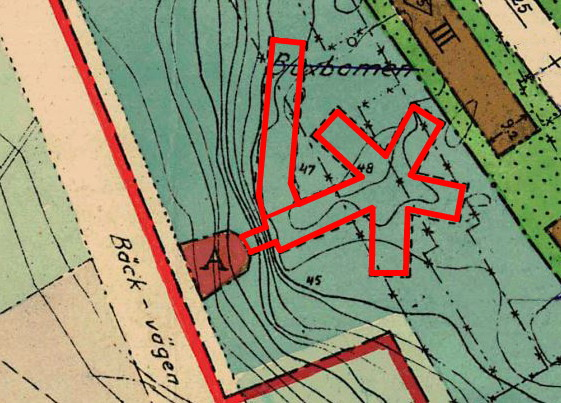
Nässlans läge på en stadsplan från 1942. Kryssformad uppställningsplats för insatsfordon och en sidoställd skyddsrumsdel.

Nässlan var en hemlig ledningscentral vid Hägerstens brandstation i stadsdelen Midsommarkransen, Stockholms kommun. Nässlan anlades ursprungligen 1943 som bombsäker distriktscentral i berg samt fordonsskydd åt Stockholms brandförsvar. Nässlan byggdes 1977 om till en så kallad ”framskjuten enhet” (FE). Anläggningens funktion lades ner på 1990-talet.

## Bakgrund
I en kris- eller krigssituation skulle ledning och samordning av det civila samhället skötas från speciella civilförsvarsanläggningar. Här var det tänkt att representanter från kommunen, sjukvården och räddningstjänsten skulle arbeta och leda insatserna. För att skydda viktiga samhällsfunktioner uppfördes fullträffsäkra anläggningar som också skulle klara anfall med kemiska vapen och kärnvapen, dock inte direktträff av en atombomb.
I Stockholm och omgivning fanns ”huvudcentraler” (som Elefanten i Sollentuna kommun och Vargen i Huddinge kommun) och underordnade centraler, så kallade ”framskjutna enheter” (FE). Under 1970-talet fanns elva FE-anläggningar i Stockholm, varav sex var belägna i bergrum. Flera av dessa byggdes under andra världskriget och förfogade även över ett fordonsskydd, bland dem Krokusen på Kungsholmen, Maskrosen på Östermalm, Pionen på Södermalm, Liljan i Bromma och Nässlan i Midsommarkransen.

## Anläggningsbeskrivning

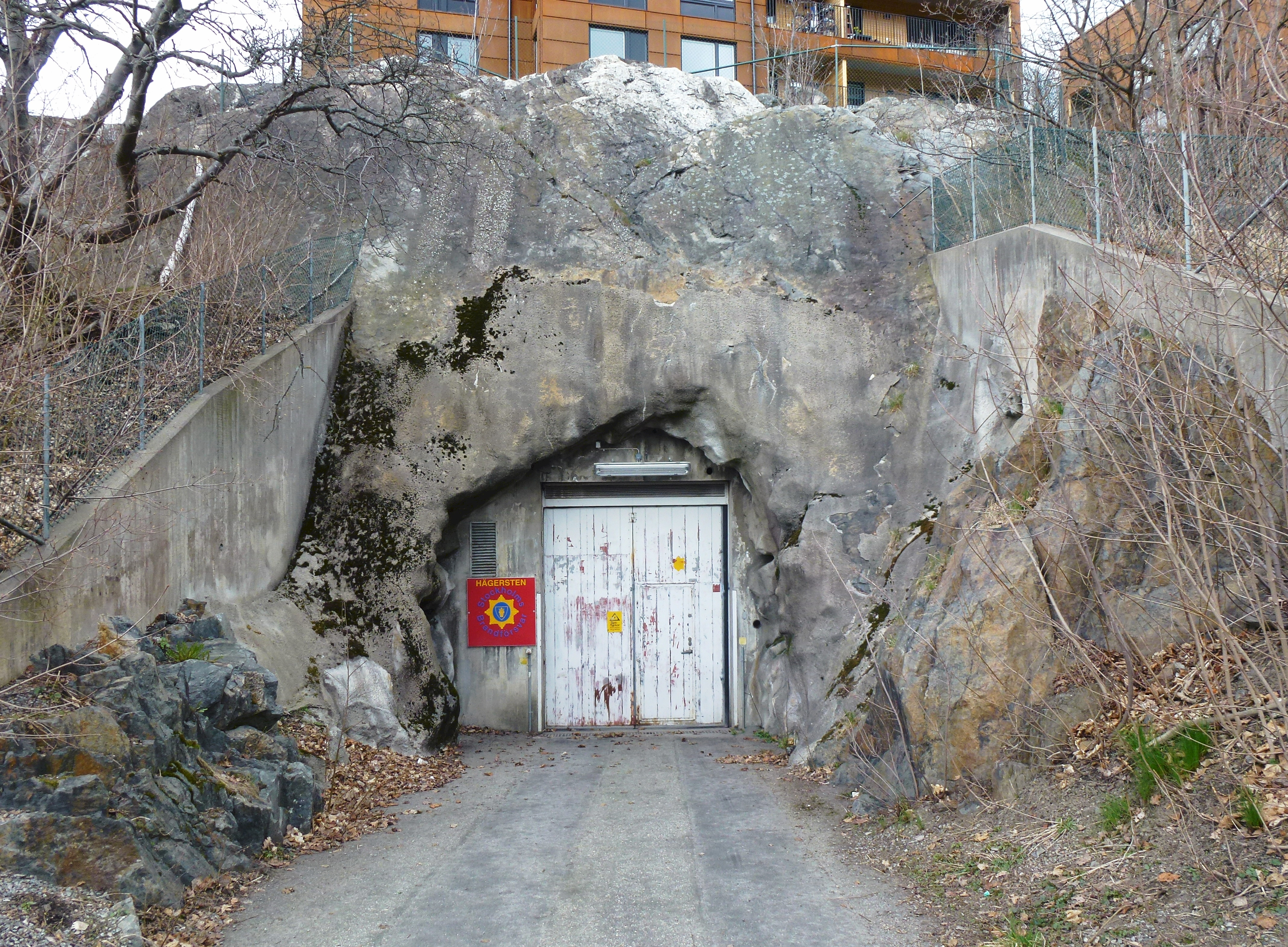
Nässlans entré från Bäckvägen, 2014.

Maskrosen, Pionen, Liljan och Nässlan var systeranläggningar och byggda efter samma principer. De är insprängda i berg och består av två delar: en tunnel ner till en kryssformad uppställningsplats för fyra insatsfordon och en sidoställd skyddsrumsdel som innehöll själva ledningscentralen med logement för cirka 60 personer. För att kunna vända fordonen i det trånga utrymme fanns en vändskiva liknande de som används vid järnvägen som rullade på räls och kunde roteras manuellt med hjälp av stänger. Mellan ingångstunneln och skyddsrumsdelen anordnades stötvågsdörr och gasfång. 
Nässlans ursprungliga funktion var distriktscentral för södra Stockholms civilförsvar. Bergrummet anlades med infart från Bäckvägen mittemot Hägerstens brandstation och färdigställdes 1943. Skyddsrumsdelen omfattar 250 m² och fordonsskyddet 487 m². På 1950-talet moderniserades Nässlan och fick förstärkt skydd mot radioaktivitet och stridsgas. Under 1970-talet utfördes ytterligare moderniseringar och anpassning till funktion som framskjuten enhet. Då förfogade anläggningen över ett skydd mot fullträff av 250 kg konventionell flygbomb, gasskydd, radiakskydd, EMP-skydd och stötvågsskydd mot kärnvapenexplosion som motsvarar 3 atö (tre gånger atmosfärens övertryck).

## Avveckling
På 1990-talet avvecklades samtliga civila ledningsplatser som skapades under kalla krigets tidsperiod. Stockholms FE-anläggningar sköttes fram till 2008 av Stockholms brandförsvar, därefter övertogs de av Stockholms fastighetskontor som hyrde ut eller sålde dem. Fordonsskyddet i Nässlan är outhyrt och disponeras av brandförsvaret medan personskyddet (skyddsrumsdelen) nyttjas av Stokab. I det gamla fordonsskyddet har Stockholms brandförsvar sin veteranbilverkstad med gamla brandbilar, bland dem finns tre körbara bilar som brukar delta i olika brandveteranbilsrallyn, såväl i Sverige som utomlands. I lokalerna förvaras också en större mängd uniformer som använts till olika filmprojekt.

## Interiörbilder
Fotografierna är tagna i systeranläggningen Liljan i Bromma, som är nästan identiskt med Nässlan.

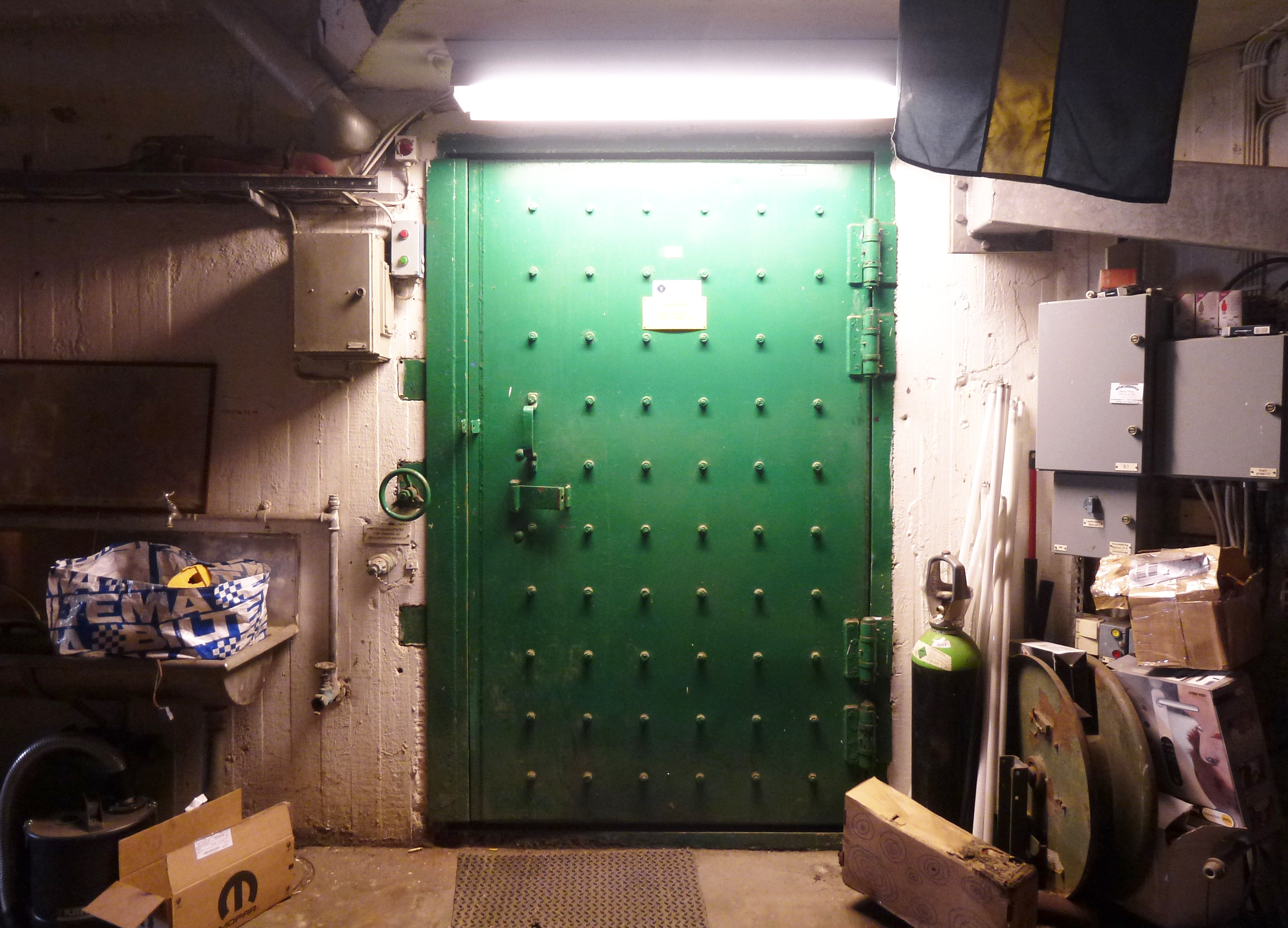
Stötvågsdörr
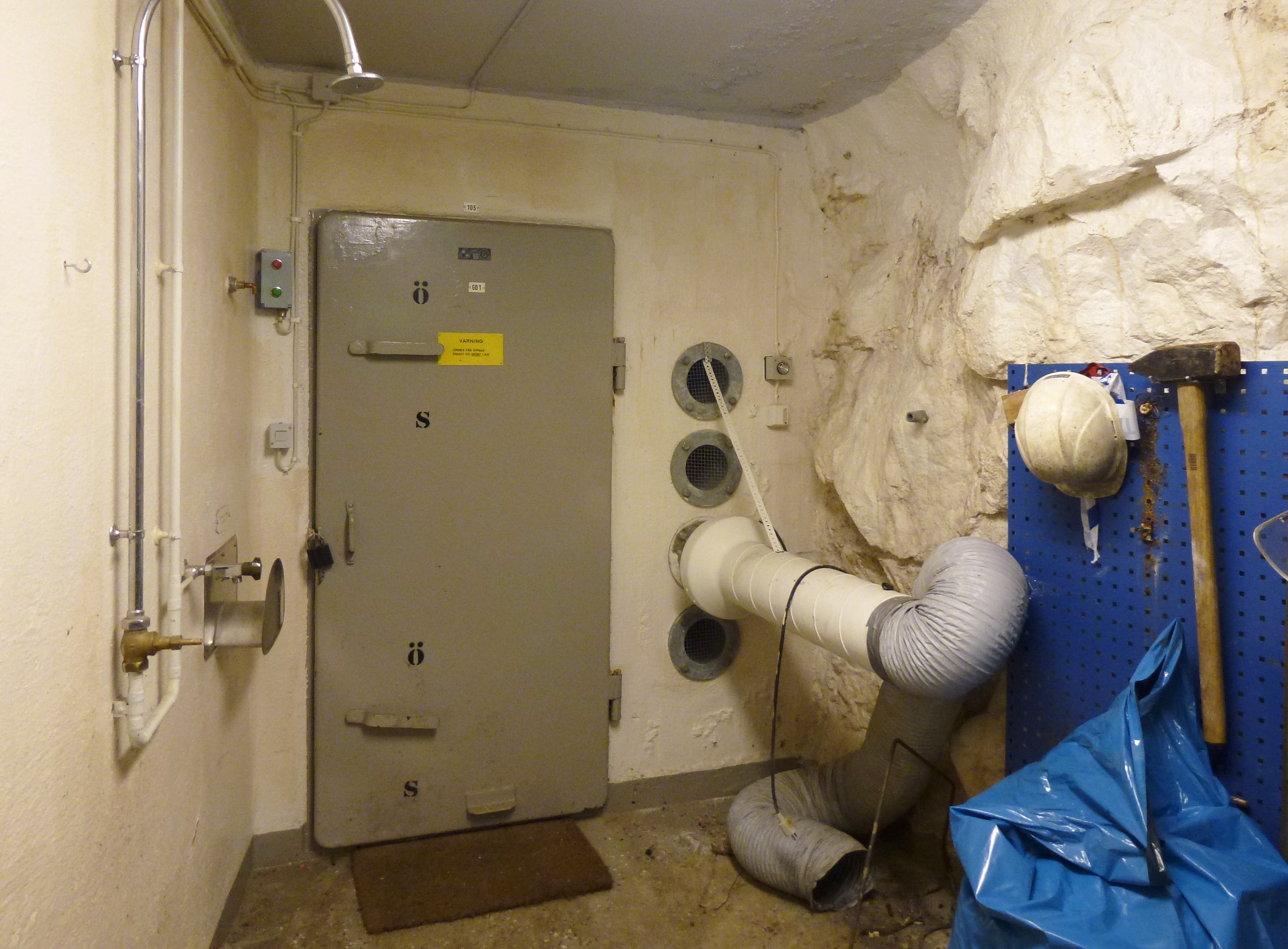
Gasfång
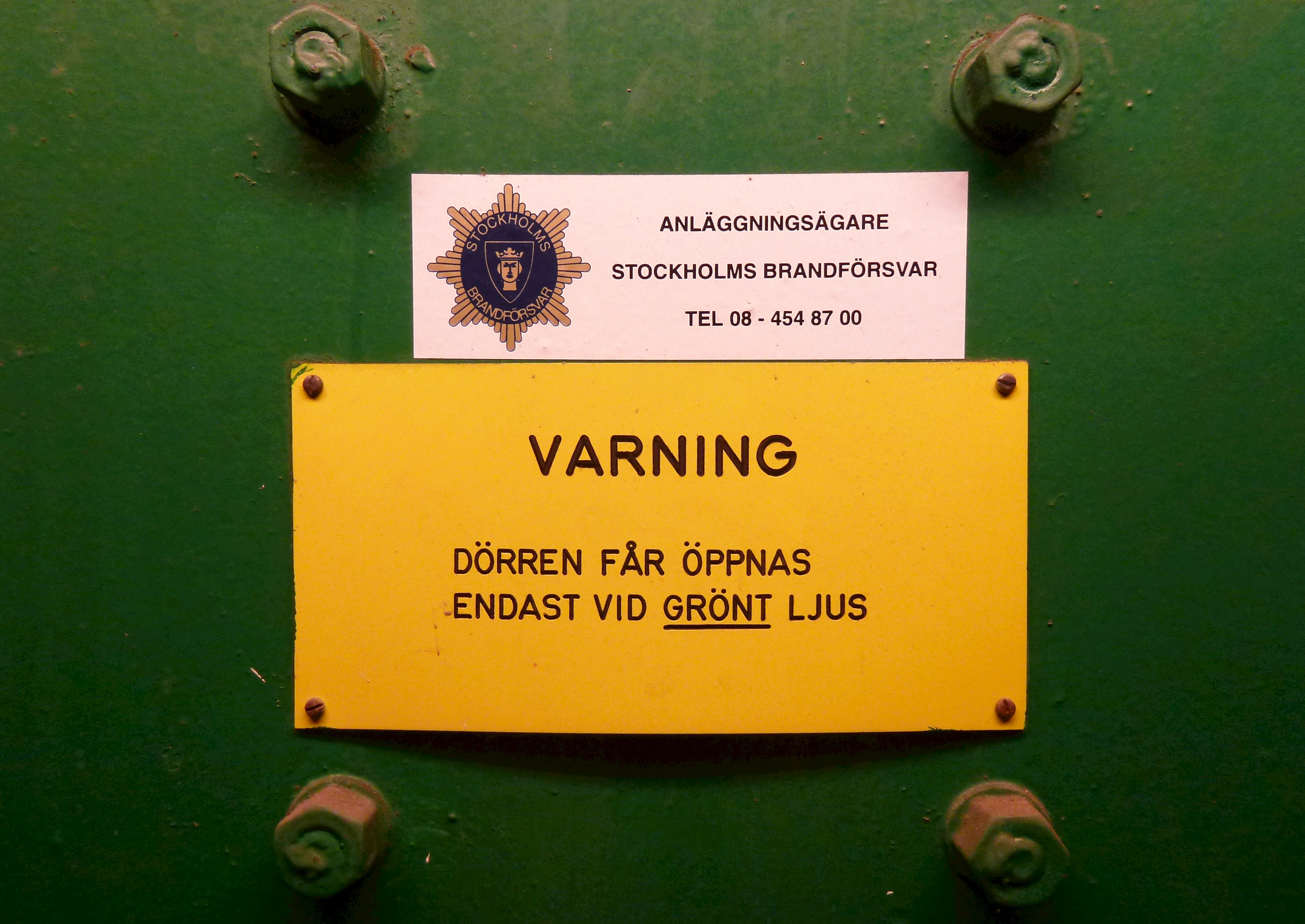
Skylt på stötvågsdörr
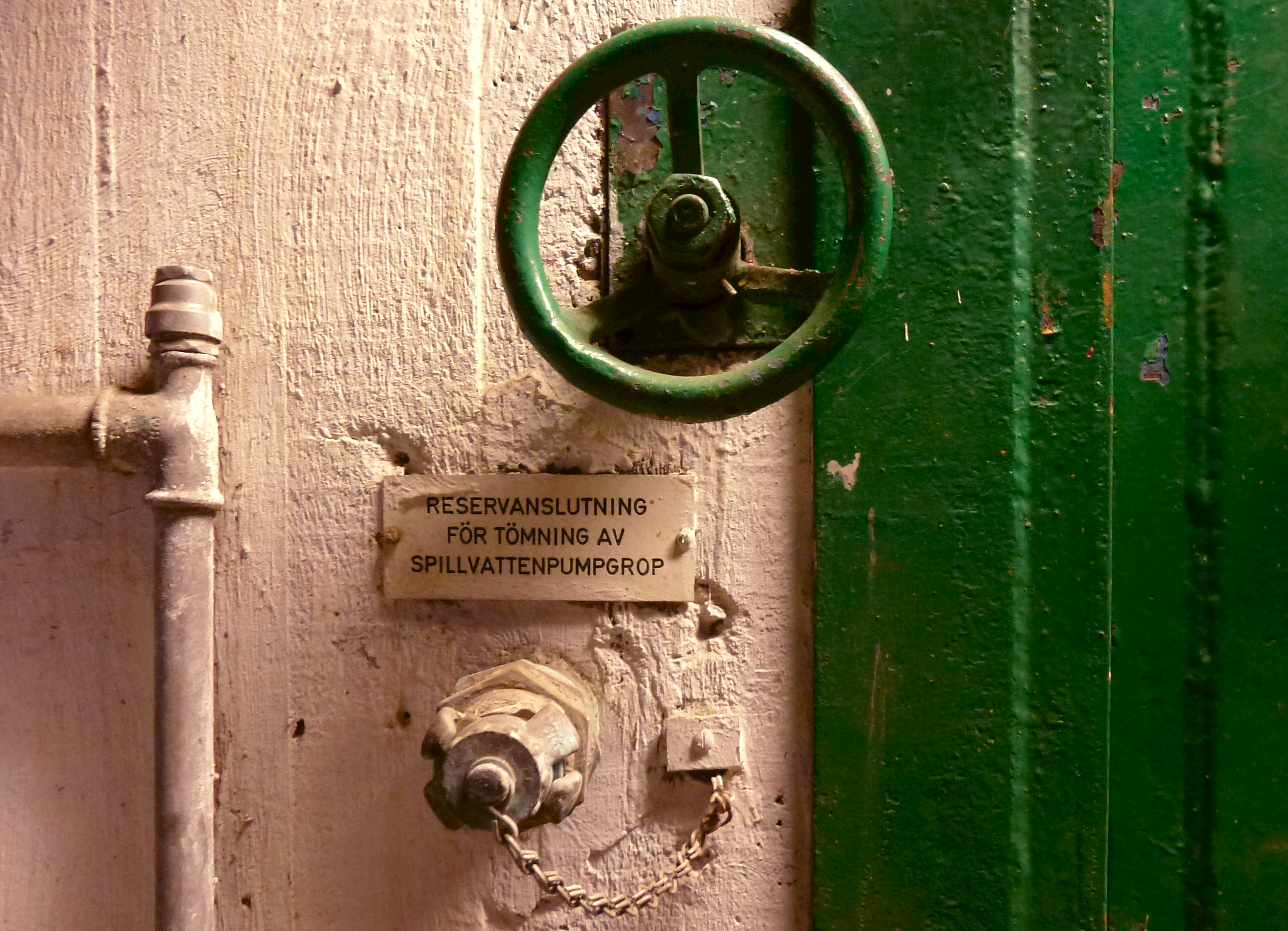
Skylt, reservanslutning